# 발도르프 (튀링겐주)

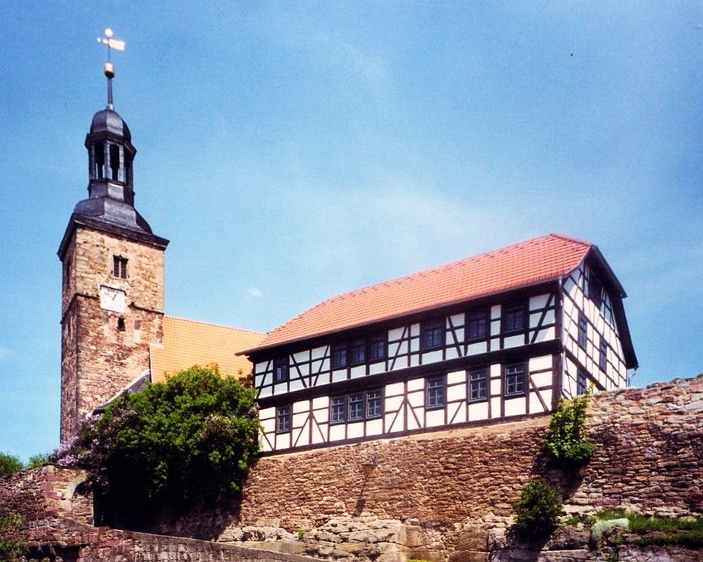
발도르프.

발도르프(Walldorf)는 독일 튀링겐주의 도시이다. 2019년 1월 1일부터 마이닝겐(Meiningen) 마을의 일부가 되었다.
가장 눈에 띄는 광경은 마을 중앙 언덕 위의 요새 교회인 키르헨부르크 발도르프(Kirchenburg Walldorf)이다. 2012년 4월 화재로 인해 큰 피해를 입었다.